# Локхарт (Јужна Каролина)
Локхарт (енгл. Lockhart) град је у америчкој савезној држави Јужна Каролина.

## Демографија
По попису из 2010. године број становника је 488, што је 449 (1151,0%) становника више него 2000. године.
| Група             | 2000.      | 2010.       |
| Белци             | 32 (82,1%) | 442 (90,6%) |
| Афроамериканци    | 7 (17,9%)  | 29 (5,9%)   |
| Азијати           | 0 (0,0%)   | 0 (0,0%)    |
| Хиспаноамериканци | 0 (0,0%)   | 3 (0,6%)    |
| Укупно            | 39         | 488         |